# Tu sei lei
Tu sei lei è un brano musicale scritto ed interpretato da Luciano Ligabue, estratto come secondo singolo dal suo decimo album di inediti Mondovisione.

## Descrizione
Il brano è stato distribuito in download digitale dal 26 novembre 2013,  in contemporanea con l'uscita dell'album. Tuttavia, il videoclip è stato pubblicato sul canale youtube del cantante il 25 novembre 2013.
Il singolo ha esordito al 4º posto della classifica FIMI ed è rimasto in classifica per 4 settimane.

## Video
Il clip video che accompagna il singolo rappresenta due fotografi che fotografano centinaia di donne a Roma, per poi creare un collage che compone la parola "lei". Il video è girato da Cosimo Alemà, e a marzo 2019 su YouTube supera 25 milioni di visualizzazioni.

## Formazione
- Michel Urbano: batteria
- Kaveh Rastegar: basso
- Federico Poggipollini e Niccolò Bossini: chitarre elettriche e cori
- Luciano Luisi: tastiere, programmazione e cori

## Classifiche
| Classifica (2013) | Posizione massima |
| ----------------- | ----------------- |
| Italia            | 4                 |

### Classifiche di fine anno
| Classifica (2014) | Posizione |
| ----------------- | --------- |
| Italia            | 99        |